# Nancy Drew: Curse of Blackmoor Manor
Curse of Blackmoor Manor es el undécimo juego de la serie de juegos de aventuras point-and-click Nancy Drew de Her Interactive. El juego está disponible para jugar en las plataformas Microsoft Windows, así como en DVD, Steam y GOG.com lanzó una versión digital en su sitio. Tiene una clasificación ESRB de E por momentos de violencia leve y peligro. Los jugadores asumen la perspectiva en primera persona de la detective amateur ficticia Nancy Drew y deben resolver el misterio interrogando a los sospechosos, resolviendo acertijos y descubriendo pistas. Hay dos niveles de juego, el modo detective junior y el modo detective senior, cada uno de los cuales ofrece un nivel de dificultad diferente de acertijos y pistas; sin embargo, ninguno de estos cambios afecta la trama real del juego. El juego está basado vagamente en el libro The Bluebeard Room (1985).

## Trama
Nancy Drew viaja a Inglaterra para visitar a Linda Penvellyn, la hija de su vecina y recién casada con un diplomático británico. Linda vive actualmente en Blackmoor Manor, una mansión del siglo XIV embrujada por un pasado trágico. Una misteriosa enfermedad mantiene a Linda oculta tras las gruesas cortinas de la cama. Nancy tiene la tarea de resolver este misterio aprendiendo más sobre la historia de la familia, explorando la mansión y descubriendo los secretos de la familia que han estado ocultos durante generaciones.

## Desarrollo

### Personajes
- Nancy Drew - Nancy es una detective aficionada de 18 años de la ciudad ficticia de River Heights en Estados Unidos. Ella es el único personaje jugable en el juego, lo que significa que el jugador debe resolver el misterio desde su perspectiva.
- Linda Penvellyn - Linda se casó con Hugh Penvellyn y recientemente se mudó de los Estados Unidos a Inglaterra. Actualmente reside en Blackmoor Manor y se niega a dejar que nadie vea su rostro. Ella cree que está maldita y teme que Nancy también esté maldita.
- Jane Penvellyn - Jane es la hijastra de Linda, de 12 años y privada de atención. Ella no está contenta con su mudanza a Blackmoor Manor porque disfrutó de su crianza en los EE. UU. Muy curiosa e inteligente, conoce los secretos de la mansión.
- Sra. Drake - La Sra. Drake es la tía abuela de Jane. Ella pasa sus días cuidando plantas en el invernadero de la mansión. Ella adopta una actitud sensata y está realmente confundida y frustrada por la reciente serie de acontecimientos. Exteriormente se burla del tema de las maldiciones y las brujas, pero ella misma es supersticiosa.
- Nigel Mookerjee - Nigel es un historiador que actualmente investiga y cataloga la biblioteca de Blackmoor Manor. Nigel está interesado en escribir una historia de la familia Penvellyn.
- Ethel Bosinny - Ethel es la tutora de Jane y proviene de una larga línea de tutores del Clan Penvellyn. Ella es muy misteriosa; su comportamiento tan encantador tiene un matiz que insinúa algo más profundo.
- Loulou - Loulou es un loro inteligente de 80 años que da pistas y adora los «pasteles deliciosos». Es una referencia al loro del cuento Un corazón simple de Gustave Flaubert de 1877.

### Elenco
- Nancy Drew / Loulou - Lani Minella
- La señora Drake - Amy Broomhall
- Jane Penvellyn - Conni Ellern
- Linda Penvellyn - Jenn Ruzumna
- Ethel Bosinny - Sarah Papineau
- Nigel Mookerjee - Stephen Hando
- La señora Petrov - Dora Lanier
- Ned Nickerson - Scott Carty
- Hugh Penvellyn / Tommy Tucker / Alan Penvellyn - Jonah von Spreekin
- Paliki Vadas - Alyssa Keene
- Max Holechek - Locutor de radio de los años 30[3]

## Recepción
En Estados Unidos, la versión para computadora de Curse of Blackmoor Manor vendió entre 100.000 y 300.000 unidades en agosto de 2006. En ese momento, las ventas combinadas de la serie de juegos de computadora Nancy Drew habían alcanzado los 2,1 millones de ventas solo en los Estados Unidos. Al comentar este éxito, Edge calificó a Nancy Drew como una "franquicia poderosa". Curse of Blackmoor Manor también recibió "críticas generalmente favorables" de los críticos, según el sitio web agregador de reseñas Metacritic. En 2011, Adventure Gamers lo nombró el 99.º mejor juego de aventuras jamás lanzado.
En The New York Times, Charles Herold elogió el «diseño de juego inteligente» de Blackmoor Manor, y consideró que el uso de minijuegos era su único inconveniente. Concluyó que «los ingeniosos rompecabezas y una trama interesante lo convierten en el mejor juego de Nancy Drew desde The Final Scene». Jinny Gudmundsen de USA Today le dio al juego 4 estrellas y media de cinco, diciendo que «es mejor para adolescentes de 13 años en adelante porque es un poco más aterrador, sus acertijos son más difíciles y sus temas de brujería, licantropía y alquimia lo hacen más apropiado para un público mayor». Lonnie Brown de The Ledger también le dio al juego una crítica positiva diciendo que «Los gráficos están bien hechos, y la música y los personajes se adaptan al estado de ánimo» y llamó al botón de «segunda oportunidad» una «característica muy agradable».
Laura MacDonald de Adventure Gamers le dio al juego una crítica mixta (4 de 5 estrellas), elogiando los gráficos, las cinemáticas y la animación, pero sintió que «la jugabilidad no lineal puede dejar a un jugador perdido si no juega un juego sostenido; aunque la historia está bien hecha, podría haber estado más desarrollada». Sin embargo, lo calificó como una «sólida incorporación a la serie y probablemente el mejor juego de Nancy Drew de todos... es una compra definitiva».
Tally Ho de Just Adventure le dio al juego una crítica positiva, calificando los gráficos como «los mejores de la serie» y el juego ampliado como «algo bueno». Sin embargo, Ho piensa que «obligar al jugador a repetir una tarea bastante difícil una y otra vez, incluso después de haberla superado, es realmente injusto».